# Matsuda (Kanagawa)
Matsuda (松田町 Matsuda-machi?) es un pueblo en la prefectura de Kanagawa, Japón, localizado en el centro-este de la isla de Honshū, en la región de Kantō. Tenía una población estimada de 10 682 habitantes el 1 de septiembre de 2020 y una densidad de población de 283 personas por km².

## Geografía
Matsuda está localizado en la parte occidental de la prefectura de Kanagawa, unos 70 km al suroeste de Tokio. Limita con las ciudades de Hadano y Minamiashigara, así como con los pueblos de Kaisei, Yamakita y Ōi.

## Historia
Durante el período Edo, el área alrededor del actual Matsuda era parte del dominio Odawara en la provincia de Sagami. Después de la restauración Meiji se convirtió en parte del distrito de Ashigarakami en la prefectura de Kanagawa. El 1 de abril de 1889, el distrito de Ashikagakami se dividió administrativamente en varias aldeas, incluidas las aldeas de Yadoriki y Matsuda. El crecimiento de Matsuda fue favorecido por la apertura de la estación de Matsuda el mismo año, y alcanzó el estatus de pueblo el 1 de abril de 1909. La estación de Shin-Matsuda se abrió en 1927. El 1 de abril de 1955 se fusionó con Yadoriki. Se promulgó una nueva carta de la ciudad en 1989, que condujo al «plan Matsuda 21» en el año 2001.

## Demografía
Según los datos del censo japonés, la población de Matsuda ha disminuido en los últimos 20 años.
| Gráfica de evolución demográfica de Matsuda entre 1940 y 2015 |
|                                                               |
| notas=Oficina de Estadística de Japón                         |